# Маю, Филипп
Фили́пп Маю́ (фр. Philippe Mahut; 4 марта 1956, Люнри — 7 февраля 2014, XV округ Парижа) — французский футболист, игравший на позиции защитника. Участник чемпионата мира 1982 года.

## Биография

### Клубная карьера
Маю начинил карьеру в клубе «Антанта», в котором играл два сезона. Его уверенное качество игры привлекало внимание клубов Лиги 1. В июле 1976 года Маю перешёл в «Труа», в составе которого отыграл два сезона, а по итогам сезона 1977/78 «Труа» выбыл в Лигу 2.
В 1978 году Маю присоединился к клубу «Мец», в составе которого отыграл четыре сезона, а в возрасте 25 лет он стал капитаном этой команды. Маю сыграл за эту команду 152 матча во всех турнирах, что стало рекордным показателем в его карьере по играм за один клуб.
В 1982 году Маю стал игроком «Сент-Этьена», в составе которого за два сезона сыграл 76 матчей и забил 2 гола.
В 1984 году Маю перешёл в парижский «Расинг», в составе которого играл в течение четырёх сезонов, а по итогам сезона 1985/86 «Расинг» выиграл Лигу 2 и добился повышения в классе. Маю был в этой команде основным игроком, а «Расинг» был крепким середняком чемпионата страны. По окончании сезона 1987/88 Маю хотел завершить карьеру, но решил присоединиться к клубу Лиги 2 «Кемпер», в котором отыграл сезон.
В октябре 1989 года из-за финансовых трудностей, возникших у «Кемпера», Маю перешёл в «Гавр». В составе «Гавра» Маю отыграл четыре сезона, добившись по итогам сезона 1990/91 возвращения в Лигу 1. Следующие два сезона Маю играл в Лиге 1 за «Гавр», а по окончании сезона 1992/93 завершил карьеру игрока. Всего в составе «Гавра» Маю сыграл 118 матчей, в которых забил 7 голов.

### Карьера в сборной
В составе сборной Франции принимал участие на чемпионате мира 1982 года, где сыграл только в матче за 3-е место со сборной Польши, который закончился победой сборной Польши со счётом 3:2. Всего за сборную Франции сыграл 9 матчей, в которых не забил ни одного мяча.

### Жизнь после футбола
По окончании карьеры Маю работал страховым агентом, но позже решил вернуться в футбольную деятельность.
С 1995 по 1998 год был президентом футбольного клуба «Фонтенбло», а поле отставки оставался почётным президентом клуба до конца жизни. В 2005 году Маю стал заместителем мэра Фонтенбло в области спорта. Маю курировал проект реставрации домашнего стадиона «Фонтенбло», которые началась при его жизни.

### Смерть
Скончался 8 февраля 2014 года в Париже в возрасте 57 лет после продолжительной болезни.